# Troy, New York
Troy là một thành phố ở tiểu bang New York và là quận lỵ của quận Rensselaer. Troy nằm ở rìa phía tây của quận Rensselaer và bên bờ phía đông của sông Hudson. Troy có quan hệ gần gũi với các thành phố lân cận Albany và Schenectady, New York, tạo thành một khu vực thường được gọi là Quận thủ phủ. Thành phố là một trong ba trung tâm lớn của khu vực thống kê đô thị Albany-Schenectady-Troy, trong đó có tổng dân số 850.957 người. Theo điều tra dân số 2000, dân số của thành Troy là 49.170 người. 
Trước khi người châu Âu đến đây, khu vực đã có khu định của bộ lạc bản địa Anh Điêng Mahican. Có ít nhất hai khu định cư trong giới hạn thành phố ngày nay, Panhooseck và Paanpack. Người Hà Lan bắt đầu định cư trong thế kỷ 17 giữa patroon Kiliaen van Rensselaer gọi là khu vực Pafraets Deal, sau tên mẹ của ông. Việc Kiểm soát của New York đối với khu vực này đã thông qua người Anh vào năm 1664 và năm 1707 Derick Van der Heyden mua một trang trại gần khu vực trung tâm thành phố ngày nay. Năm 1771, Abraham Lansing có trang trại của ông trong Lansingburgh ngày nay đặt ra thành nhiều. Đáp lại sự thành công của Lansing ở phía bắc, năm 1787, Van der Heyden cháu trai của Jacob có trang trại rộng lớn của mình được khảo sát và đặt ra thành nhiều là tốt, gọi Vanderheyden làng mới.